# Zimmerius
Zimmerius – rodzaj ptaków z podrodziny eleni (Elaeniinae) w rodzinie tyrankowatych (Tyrannidae).

## Występowanie
Rodzaj obejmuje gatunki występujące w Ameryce Centralnej i Południowej.

## Morfologia
Długość ciała 10,5–12 cm, masa ciała 6–13 g.

## Systematyka

### Nazewnictwo
Zimmerius: dr John Todd Zimmer (1889–1957), amerykański ornitolog i taksonomista.

### Podział systematyczny
Do rodzaju należą następujące gatunki:
- Zimmerius griseocapilla (P.L. Sclater, 1862) – oliwiaczek szarogłowy
- Zimmerius cinereicapilla (Cabanis, 1873) – oliwiaczek czerwonodzioby
- Zimmerius villarejoi Alvarez Alonso & Whitney, 2001 – oliwiaczek skryty
- Zimmerius chicomendesi Whitney, Schunck, Rêgo & Silveira, 2013 – oliwiaczek jemiołowy
- Zimmerius improbus (P.L. Sclater & Salvin, 1871) – oliwiaczek ubogi
- Zimmerius petersi (von Berlepsch, 1907) – oliwiaczek białobrewy
- Zimmerius vilissimus (P.L. Sclater & Salvin, 1859) – oliwiaczek gwatemalski
- Zimmerius parvus (Lawrence, 1862) – oliwiaczek mały
- Zimmerius albigularis (Chapman, 1924) – oliwiaczek stokowy
- Zimmerius chrysops (P.L. Sclater, 1859) – oliwiaczek złotolicy
- Zimmerius viridiflavus (von Tschudi, 1844) – oliwiaczek złotobrewy
- Zimmerius bolivianus (d’Orbigny, 1840) – oliwiaczek ciemnolicy
- Zimmerius gracilipes (P.L. Sclater & Salvin, 1868) – oliwiaczek smukłonogi
- Zimmerius acer (Salvin & Godman, 1883) – oliwiaczek płowy